# Barbacenia glaziovii
Barbacenia glaziovii är en enhjärtbladig växtart som beskrevs av Goethart och Johannes Jan Theodoor Henrard. Barbacenia glaziovii ingår i släktet Barbacenia och familjen Velloziaceae. Inga underarter finns listade.